# Kolumbia na Letnich Igrzyskach Olimpijskich 2020
Kolumbię na Letnich Igrzyskach Olimpijskich 2020 reprezentowało 67 zawodników: 45 mężczyzn i 22 kobiety. Był to 20 start reprezentacji na letnich igrzyskach olimpijskich.

## Zdobyte medale[3]
| Medal  | Zawodnik              | Dyscyplina           | Konkurencja                 | Rezultat | Data       |
| ------ | --------------------- | -------------------- | --------------------------- | -------- | ---------- |
| Srebro | Luis Javier Mosquera  | Podnoszenie cieżarów | kategoria do 67 kg mężczyzn | 331 kg   | 25 lipca   |
| Srebro | Mariana Pajón         | Kolarstwo            | wyścig BMX kobiet           | 44,448 s | 30 lipca   |
| Srebro | Anthony Jose Zambrano | Lekkoatletyka        | 400 m mężczyzn              | 44,08 s  | 5 lipca    |
| Srebro | Sandra Arenas         | Lekkoatletyka        | chód na 20 km kobiet        | 1:29:37  | 6 sierpnia |
| Brąz   | Carlos Ramírez        | Kolarstwo            | wyścig BMX mężczyzn         | 40,572 s | 30 lipca   |

## Skład kadry

### Boks
| Zawodnik          | Konkurencja               | 1/16             | 1/8              | Ćwierćfinał      | Półfinał         | Finał            | Finał   | Źródło |
| Zawodnik          | Konkurencja               | Przeciwnik Wynik | Przeciwnik Wynik | Przeciwnik Wynik | Przeciwnik Wynik | Przeciwnik Wynik | Miejsce | Źródło |
| ----------------- | ------------------------- | ---------------- | ---------------- | ---------------- | ---------------- | ---------------- | ------- | ------ |
| Yuberjen Martínez | waga musza mężczyzn       | Mahommed W 5-0   | Panghal W 4-1    | Tanaka P 1-4     | NQ               | NQ               | 5.      | [ 4 ]  |
| Ceiber Ávila      | waga piórkowa mężczyzn    | Al-Wadi W 5-0    | Mulenga W 3-2    | Takyi P 2-3      | NQ               | NQ               | 5.      | [ 5 ]  |
| Jorge Vivas       | waga półciężka mężczyzn   | Whittaker P 1-4  | NQ               | NQ               | NQ               | NQ               | 17.     | [ 6 ]  |
| Cristian Salcedo  | waga superciężka mężczyzn | Bye              | Peró P 0-5       | NQ               | NQ               | NQ               | 9.      | [ 7 ]  |
| Ingrit Valencia   | waga musza kobiet         | Bye              | Kom W 3-2        | Namiki P 0-5     | NQ               | NQ               | 5.      | [ 8 ]  |
| Yeni Arias        | waga piórkowa kobiet      | Bye              | Pеtrowa W 3-2    | Petecio P 0-5    | NQ               | NQ               | 5.      | [ 9 ]  |

### Skoki na trampolinie
| Zawodnik        | Konkurencja | Eliminacje        | Eliminacje    | Eliminacje | Eliminacje | Eliminacje | Finał    | Finał     | Finał  | Finał  | Finał   | Finał   | Źródło |
| Zawodnik        | Konkurencja | Układ obowiązkowy | Układ dowolny | Kara       | Razem      | Pozycja    | Trudność | Wykonanie | Lot    | Kara   | Łącznie | Pozycja | Źródło |
| Zawodnik        | Konkurencja | Punkty            | Punkty        | Punkty     | Punkty     | Pozycja    | Punkty   | Punkty    | Punkty | Punkty | Punkty  | Pozycja | Źródło |
| --------------- | ----------- | ----------------- | ------------- | ---------- | ---------- | ---------- | -------- | --------- | ------ | ------ | ------- | ------- | ------ |
| Ángel Hernández | mężczyźni   | 51,350            | 54,580        |            | 105,930    | 9.         | NQ       | NQ        | NQ     | NQ     | NQ      | 9.      | [ 10 ] |

### Golf
| Zawodnik        | Konkurencja | Runda 1 | Runda 2 | Runda 3 | Runda 4 | Łącznie | Łącznie | Łącznie | Źródło |
| Zawodnik        | Konkurencja | Wynik   | Wynik   | Wynik   | Wynik   | Wynik   | Par     | Pozycja | Źródło |
| --------------- | ----------- | ------- | ------- | ------- | ------- | ------- | ------- | ------- | ------ |
| Mariajo Uribe   | kobiety     | 73      | 77      | 70      | 70      | 290     | + 6     | 50.     | [ 11 ] |
| Sebastián Muñoz | Mężczyźni   | 67      | 69      | 66      | 67      | 269     | - 15    | 4.      | [ 12 ] |

### Jeździectwo
Skoki przez przeszkody
| Zawodnik      | Konkurencja   | Koń          | Kwalifikacje | Kwalifikacje | Kwalifikacje | Kwalifikacje | Finał      | Finał       | Finał   | Pozycja | Źródło |
| Zawodnik      | Konkurencja   | Koń          | Kary         | Kary         | Łącznie      | Pozycja      | Kary       | Kary        | Łącznie | Pozycja | Źródło |
| Zawodnik      | Konkurencja   | Koń          | Przeszkody   | Limit czasu  | Łącznie      | Pozycja      | Przeszkody | Limit czasu | Łącznie | Pozycja | Źródło |
| ------------- | ------------- | ------------ | ------------ | ------------ | ------------ | ------------ | ---------- | ----------- | ------- | ------- | ------ |
| Roberto Terán | indywidualnie | Dez' Ooktoff | 8            | 1            | 9            | 47.          | NQ         | NQ          | NQ      | 47.     | [ 13 ] |

### Judo
| Zawodnik    | Konkurencja | 1/16                | 1/8                 | Ćwierćfinał         | Półfinał            | Repasaże            | Finał / 3.miejsce   | Finał / 3.miejsce | Źródła |
| Zawodnik    | Konkurencja | Przeciwniczka Wynik | Przeciwniczka Wynik | Przeciwniczka Wynik | Przeciwniczka Wynik | Przeciwniczka Wynik | Przeciwniczka Wynik | Pozycja           | Źródła |
| ----------- | ----------- | ------------------- | ------------------- | ------------------- | ------------------- | ------------------- | ------------------- | ----------------- | ------ |
| Luz Álvarez | -48 kg (k)  | Rishony P 00-10     | NQ                  | NQ                  | NQ                  | NQ                  | NQ                  | 17.               | [ 14 ] |

### Kolarstwo

#### Kolarstwo szosowe
| Zawodnik       | Konkurencja                    | Czas     | Pozycja | Źródło |
| -------------- | ------------------------------ | -------- | ------- | ------ |
| Rigoberto Urán | wyścig ze startu wspólnego (m) | 6:06:33  | 8.      | [ 15 ] |
| Nairo Quintana | wyścig ze startu wspólnego (m) | 6:21:46  | 69.     | [ 15 ] |
| Sergio Higuita | wyścig ze startu wspólnego (m) | 6:21:46  | 81.     | [ 15 ] |
| Esteban Chaves | wyścig ze startu wspólnego (m) | 6:15:38  | 45.     | [ 15 ] |
| Rigoberto Urán | jazda indywidualna na czas (m) | 57:18,69 | 8.      | [ 15 ] |
| Paula Patiño   | wyścig ze startu wspólnego (k) | 3:55:15  | 22.     | [ 16 ] |

#### Kolarstwo torowe
Sprint
| Zawodnik       | Konkurencja       | Kwalifikacje  | Kwalifikacje    | Runda 1         | Repasaże 1 Runda      | Runda 2         | Repasaże 2 Runda | Runda 3         | Repasaże 3 Runda | Ćwierćfinały    | Półfinały       | Finał           | Finał   | Źródło |
| Zawodnik       | Konkurencja       | Czas Prędkość | Przeciwnik Czas | Pozycja         | Przeciwnik Czas       | Przeciwnik Czas | Przeciwnik Czas  | Przeciwnik Czas | Przeciwnik Czas  | Przeciwnik Czas | Przeciwnik Czas | Przeciwnik Czas | Pozycja | Źródło |
| -------------- | ----------------- | ------------- | --------------- | --------------- | --------------------- | --------------- | ---------------- | --------------- | ---------------- | --------------- | --------------- | --------------- | ------- | ------ |
| Kevin Quintero | indywidualnie (m) | 9,626 74,797  | 16.             | Wakimoto 10,081 | Awang Mitchell 10,260 | NQ              | NQ               | NQ              | NQ               | NQ              | NQ              | NQ              | 20.     | [ 17 ] |

Keirin
| Zawodnik       | Konkurencja | Runda 1 | Repesaż | Ćwierćfinał | Półfinał | Finał   | Pozycja | Źródło |
| Zawodnik       | Konkurencja | Miejsce | Miejsce | Miejsce     | Miejsce  | Miejsce | Pozycja | Źródło |
| -------------- | ----------- | ------- | ------- | ----------- | -------- | ------- | ------- | ------ |
| Kevin Quintero | mężczyźni   | 3.      | 2.      | 1.          | 6.       | 5.      | 11.     | [ 17 ] |

#### Kolarstwo BMX
Wyścig
| Zawodnik         | Konkurencja | Ćwierćfinał | Ćwierćfinał | Półfinał | Półfinał | Finał  | Finał   | Pozycja | Źródło |
| Zawodnik         | Konkurencja | Wynik       | Miejsce     | Wynik    | Miejsce  | Wynik  | Miejsce | Pozycja | Źródło |
| ---------------- | ----------- | ----------- | ----------- | -------- | -------- | ------ | ------- | ------- | ------ |
| Mariana Pajón    | kobiety     | 3           | 1.          | 8        | 2.       | 44,448 | 2.      | srebro  | [ 18 ] |
| Carlos Ramírez   | mężczyźni   | 11          | 3.          | 10       | 2.       | 40,572 | 3.      | brąz    | [ 19 ] |
| Vincent Pelluard | mężczyźni   | 14          | 4.          | 17       | 6.       | NQ     | NQ      | 10.     | [ 19 ] |

### Lekkoatletyka
Konkurencje biegowe
| Zawodnik              | Konkurencja               | Eliminacje | Eliminacje | Półfinał | Półfinał | Finał   | Finał   | Źródło |
| Zawodnik              | Konkurencja               | Wynik      | Miejsce    | Wynik    | Miejsce  | Wynik   | Miejsce | Źródło |
| --------------------- | ------------------------- | ---------- | ---------- | -------- | -------- | ------- | ------- | ------ |
| Bernardo Baloyes      | 200 m (m)                 | DNS        | DNS        | DNS      | DNS      | DNS     | DNS     | [ 20 ] |
| Anthony Jose Zambrano | 400 m (m)                 | 44,87      | 1.         | 43,93    | 2.       | 44,08   | srebro  | [ 21 ] |
| Jhon Perlaza          | 400 m (m)                 | 46,55      | 6.         | NQ       | NQ       | NQ      | NQ      | [ 21 ] |
| Carlos San Martín     | 3000 m z przeszkodami (m) | 8:33,47    | 12.        | N/A      | N/A      | NQ      | NQ      | [ 22 ] |
| Jeison Suárez         | maraton (m)               | N/A        | N/A        | N/A      | N/A      | 2:13,29 | 15.     | [ 23 ] |
| Iván Darío González   | maraton (m)               | N/A        | N/A        | N/A      | N/A      | DNF     | DNF     | [ 23 ] |
| Manuel Soto           | chód na 20 km (m)         | N/A        | N/A        | N/A      | N/A      | 1:23:32 | 14.     | [ 24 ] |
| Éider Arévalo         | chód na 20 km (m)         | N/A        | N/A        | N/A      | N/A      | 1:24:10 | 18.     | [ 24 ] |
| Jhon Castañeda        | chód na 20 km (m)         | N/A        | N/A        | N/A      | N/A      | 1:26:41 | 77.     | [ 24 ] |
| José Leonardo Montaña | chód na 50 km (m)         | N/A        | N/A        | N/A      | N/A      | 3:53:50 | 11.     | [ 25 ] |
| Jorge Armando Ruiz    | chód na 50 km (m)         | N/A        | N/A        | N/A      | N/A      | 3:55:30 | 13.     | [ 25 ] |
| Diego Pinzón          | chód na 50 km (m)         | N/A        | N/A        | N/A      | N/A      | 3:57:54 | 18.     | [ 25 ] |
| Melissa Gonzalez      | 400 m przez płotki(k)     | 55,32      | 2.         | 57,47    | 6.       | NQ      | NQ      | [ 26 ] |
| Angie Orjuela         | maraton (k)               | N/A        | N/A        | N/A      | N/A      | 2:40:04 | 55.     | [ 27 ] |
| Sandra Arenas         | chód na 20 km (k)         | N/A        | N/A        | N/A      | N/A      | 1:29:37 | srebro  | [ 28 ] |
| Sandra Galvis         | chód na 20 km (k)         | N/A        | N/A        | N/A      | N/A      | 1:35:36 | 25.     | [ 28 ] |

Konkurencje techniczne
| Zawodnik              | Konkurencja        | Kwalifikacje | Kwalifikacje | Finał | Finał   | Źródło |
| Zawodnik              | Konkurencja        | Wynik        | Miejsce      | Wynik | Miejsce | Źródło |
| --------------------- | ------------------ | ------------ | ------------ | ----- | ------- | ------ |
| Mauricio Ortega       | rzut dyskiem (m)   | 64,49        | 6.           | 64,08 | 7.      | [ 29 ] |
| María Lucelly Murillo | rzut oszczepem (k) | 54,98        | 27.          | NQ    | NQ      | [ 30 ] |
| Caterine Ibargüen     | trójskok (k)       | 14,37        | 7.           | 14,25 | 10.     | [ 31 ] |
| Yosiri Urrutia        | trójskok (k)       | 13,16        | 27.          | NQ    | NQ      | [ 31 ] |

Wieloboje
Siedmiobój
| Zawodnik       | Konkurencja | 100 m | HJ   | SP    | 200 m | LJ   | JT    | 800 m   | Razem | Pozycja | Źródło |
| -------------- | ----------- | ----- | ---- | ----- | ----- | ---- | ----- | ------- | ----- | ------- | ------ |
| Evelis Aguilar | Rezultat    | 13,89 | 1,68 | 13,42 | 24,05 | 6,29 | 44,85 | 2:10,45 | 6214  | 14.     | [ 32 ] |
| Evelis Aguilar | Punkty      | 994   | 830  | 755   | 976   | 940  | 761   | 958     | 6214  | 14.     | [ 32 ] |

### Łucznictwo
| Zawodnik                               | Konkurencja       | Runda rankingowa | Runda rankingowa | 1/32               | 1/16             | 1/8              | Ćwierćfinały     | Półfinały        | Finał            | Finał   | Źródło |
| Zawodnik                               | Konkurencja       | Wynik            | Miejsce          | Przeciwnik Wynik   | Przeciwnik Wynik | Przeciwnik Wynik | Przeciwnik Wynik | Przeciwnik Wynik | Przeciwnik Wynik | Pozycja | Źródło |
| -------------------------------------- | ----------------- | ---------------- | ---------------- | ------------------ | ---------------- | ---------------- | ---------------- | ---------------- | ---------------- | ------- | ------ |
| Daniel Pineda                          | indywidualnie (m) | 639              | 58.              | Wei Shaoxuan P 0-6 | NQ               | NQ               | NQ               | NQ               | NQ               | 33.     | [ 33 ] |
| Valentina Acosta Giraldo               | indywidualnie (k) | 627              | 50.              | Bettles P 4-6      | NQ               | NQ               | NQ               | NQ               | NQ               | 33.     | [ 34 ] |
| Daniel Pineda Valentina Acosta Giraldo | mikst             | 1266             | 26.              | N/A                | N/A              | NQ               | NQ               | NQ               | NQ               | 26.     | [ 35 ] |

### Pływanie
| Zawodnik        | Konkurencja           | Eliminacje | Eliminacje | Półfinał | Półfinał | Finał | Finał   | Źródło |
| Zawodnik        | Konkurencja           | Czas       | Miejsce    | Czas     | Miejsce  | Czas  | Miejsce | Źródło |
| --------------- | --------------------- | ---------- | ---------- | -------- | -------- | ----- | ------- | ------ |
| Jorge Murillo   | 100 m klasycznym (m)  | 1:00,62    | 31.        | NQ       | NQ       | NQ    | NQ      | [ 36 ] |
| Jorge Murillo   | 200 m klasycznym (m)  | 2:13,46    | 30.        | NQ       | NQ       | NQ    | NQ      | [ 37 ] |
| Isabella Arcila | 50 m dowolnym (k)     | 25,41      | 27.        | NQ       | NQ       | NQ    | NQ      | [ 38 ] |
| Isabella Arcila | 100 m grzbietowym (k) | 1:02,28    | 32.        | NQ       | NQ       | NQ    | NQ      | [ 39 ] |

### Pływanie synchroniczne
| Zawodnik                        | Konkurencja | Eliminacje       | Eliminacje    | Eliminacje | Eliminacje | Finał            | Finał         | Finał  | Finał   | Źródło |
| Zawodnik                        | Konkurencja | Runda techniczna | Runda dowolna | Razem      | Miejsce    | Runda techniczna | Runda dowolna | Razem  | Miejsce | Źródło |
| Zawodnik                        | Konkurencja | Punkty           | Punkty        | Punkty     | Miejsce    | Punkty           | Punkty        | Punkty | Miejsce | Źródło |
| ------------------------------- | ----------- | ---------------- | ------------- | ---------- | ---------- | ---------------- | ------------- | ------ | ------- | ------ |
| Estefanía Álvarez Monica Arango | Duety       | 81,9667          | 82,0526       | 164,0193   | 18.        | NQ               | NQ            | NQ     | 18.     | [ 40 ] |

### Podnoszenie ciężarów
| Zawodnik             | Konkurencja     | Rwanie | Rwanie  | Podrzut | Podrzut | Razem  | Pozycja | Źródło |
| Zawodnik             | Konkurencja     | Wynik  | Pozycja | Wynik   | Pozycja | Razem  | Pozycja | Źródło |
| -------------------- | --------------- | ------ | ------- | ------- | ------- | ------ | ------- | ------ |
| Luis Javier Mosquera | -67 kg mężczyzn | 151 kg | 1.      | 180 kg  | 2.      | 331 kg | srebro  | [ 41 ] |
| Brayan Rodallegas    | -81 kg mężczyzn | 163 kg | 4.      | 196 kg  | 5.      | 359 kg | 5.      | [ 41 ] |
| Mercedes Pérez       | -64 kg kobiet   | 101 kg | 6.      | 126 kg  | 5.      | 227 kg | 4.      | [ 41 ] |

### Skateboarding
| Zawodnik            | Konkurencja | Eliminacje | Eliminacje | Finał  | Finał   | Źródło |
| Zawodnik            | Konkurencja | Punkty     | Miejsce    | Punkty | Miejsce | Źródło |
| ------------------- | ----------- | ---------- | ---------- | ------ | ------- | ------ |
| Jhancarlos González | street (m)  | 23,57      | 15.        | NQ     | NQ      | [ 42 ] |

### Skoki do wody
| Zawodnik          | Konkurencja                      | Preeliminacje | Preeliminacje | Półfinał | Półfinał | Finał  | Finał   | Źródło        |
| Zawodnik          | Konkurencja                      | Punkty        | Miejsce       | Punkty   | Miejsce  | Punkty | Miejsce | Źródło        |
| ----------------- | -------------------------------- | ------------- | ------------- | -------- | -------- | ------ | ------- | ------------- |
| Daniel Restrepo   | trampolina 3 m indywidualnie (m) | 411,50        | 14.           | 329,30   | 17.      | NQ     | NQ      | [ 43 ] [ 44 ] |
| Sebastián Morales | trampolina 3 m indywidualnie (m) | 400,85        | 15.           | 324,95   | 18.      | NQ     | NQ      | [ 43 ] [ 44 ] |
| Sebastián Villa   | wieża 10 m indywidualnie (m)     | 407,30        | 10.           | 341,40   | 18.      | NQ     | NQ      | [ 45 ] [ 46 ] |

### Strzelectwo
| Zawodnik             | Konkurencja                 | Kwalifikacje | Kwalifikacje | Finał | Finał   | Źródło |
| Zawodnik             | Konkurencja                 | Wynik        | Pozycja      | Wynik | Pozycja | Źródło |
| -------------------- | --------------------------- | ------------ | ------------ | ----- | ------- | ------ |
| Bernardo Tobar Prado | pistolet szybkostrzelny (m) | 546-12x      | 26.          | NQ    | NQ      | [ 47 ] |

### Szermierka
| Zawodnik         | Konkurencja              | 1/32             | 1/16               | 1/8              | Ćwierćfinały     | Półfinały        | Finał/o 3. miejsce | Finał/o 3. miejsce | Źródło |
| Zawodnik         | Konkurencja              | Przeciwnik Wynik | Przeciwnik Wynik   | Przeciwnik Wynik | Przeciwnik Wynik | Przeciwnik Wynik | Przeciwnik Wynik   | Pozycja            | Źródło |
| ---------------- | ------------------------ | ---------------- | ------------------ | ---------------- | ---------------- | ---------------- | ------------------ | ------------------ | ------ |
| Saskia van Erven | floret indywidualnie (k) | Bye              | Zagidullina P 8-15 | NQ               | NQ               | NQ               | NQ                 | 25.                | [ 48 ] |

### Taekwondo
| Zawodnik        | Konkurencja     | 1/8              | Ćwierćfinał      | Półfinał         | Repesaż          | Finał/3.miejsce  | Finał/3.miejsce | Źródło |
| Zawodnik        | Konkurencja     | Przeciwnik Wynik | Przeciwnik Wynik | Przeciwnik Wynik | Przeciwnik Wynik | Przeciwnik Wynik | Pozycja         | Źródło |
| --------------- | --------------- | ---------------- | ---------------- | ---------------- | ---------------- | ---------------- | --------------- | ------ |
| Jefferson Ochoa | -58 kg mężczyzn | Hadipour P 19-22 | NQ               | NQ               | NQ               | NQ               | 11.             | [ 49 ] |
| Andrea Ramírez  | -49 kg kobiet   | Tomić W 25-5     | Yıldırım P 30-31 | NQ               | NQ               | NQ               | 9.              | [ 50 ] |

### Tenis ziemny
| Zawodnik                          | Konkurencja | Pierwsza runda           | Druga runda                                      | Trzecia runda                  | Ćwierćfinały                         | Półfinały        | Finał            | Finał   | Źródło |
| Zawodnik                          | Konkurencja | Przeciwnik Wynik         | Przeciwnik Wynik                                 | Przeciwnik Wynik               | Przeciwnik Wynik                     | Przeciwnik Wynik | Przeciwnik Wynik | Pozycja | Źródło |
| --------------------------------- | ----------- | ------------------------ | ------------------------------------------------ | ------------------------------ | ------------------------------------ | ---------------- | ---------------- | ------- | ------ |
| Daniel Elahi Galán                | singiel (m) | Safwat W 2-0 (7:5, 6:1)  | Zverev P 0-2 (2:6, 2:6)                          | NQ                             | NQ                                   | NQ               | NQ               | 17.     | [ 51 ] |
| Juan Sebastián Cabal Robert Farah | debel (m)   | N/A                      | Carreño-Busta Davidovich Fokina W 2-0 (6:2, 6:4) | Marach Oswald W 2-0 (6:4, 6:1) | Daniell Venus P 1-2 (3:6, 6:3, 7:10) | NQ               | NQ               | 5.      | [ 52 ] |
| Camila Osorio                     | singiel (k) | Golubic P 0-2 (4:6, 1:6) | NQ                                               | NQ                             | NQ                                   | NQ               | NQ               | 33.     | [ 53 ] |

### Zapasy
| Zawodnik         | Konkurencja                    | 1/16             | 1/8              | Ćwierćfinał      | Półfinał         | Repesaż 1        | Finał            | Finał   | Źródło |
| Zawodnik         | Konkurencja                    | Przeciwnik Wynik | Przeciwnik Wynik | Przeciwnik Wynik | Przeciwnik Wynik | Przeciwnik Wynik | Przeciwnik Wynik | Pozycja | Źródło |
| ---------------- | ------------------------------ | ---------------- | ---------------- | ---------------- | ---------------- | ---------------- | ---------------- | ------- | ------ |
| Julián Horta     | -67 kg mężczyzn styl klasyczny | Bye              | Garaji P 0-8     | NQ               | NQ               | Stäbler P 0-8    | NQ               | 17.     | [ 54 ] |
| Óscar Tigreros   | -57 kg mężczyzn styl wolny     | N/A              | Kumar P 2-13     | NQ               | NQ               | Wangełow P 4-13  | NQ               | 10.     | [ 55 ] |
| Carlos Izquierdo | -86 kg mężczyzn styl wolny     | N/A              | Amine P 2-12     | NQ               | NQ               | NQ               | NQ               | 12.     | [ 56 ] |